# Collier-de-corail des Canaries
Aricia  cramera
Espèce
Le Collier-de-corail des Canaries (Aricia  cramera) est un lépidoptère (papillon) de la famille des Lycaenidae et de la sous-famille des Polyommatinae.

## Dénominations
Aricia  cramera a été nommé par Eschscholtz en 1821.
Synonymes: Plebejus cramera (Eschscholtz, 1821), Lycaena cramera Eschscholtz, 1821, Aricia cramera pallidecanariensis Verity, 1928.

### Noms vernaculaires
Le Collier-de-corail des Canaries se nomme en anglais Southern Brown Argus, en espagnol Morena, en néerlandais Moors bruin blauwtje.

### Sous-espèce
Aricia cremera a pu être considéré comme Aricia agestis cremera, une sous-espèce de Aricia agestis (le Collier-de-corail).

## Description
C'est un petit papillon au dessus marron orné d'une ligne sub-marginale de taches orangées et frange blanche.
Le revers est beige, les ailes sont ornées d'une ligne de points blancs centrés de noir et d'une ligne submarginale de taches orange.

### Espèce proche
Il est semblable à l’Argus brun (ou Collier-de-corail), seuls les genitalia montrent que ce sont des espèces distinctes.

## Biologie

### Période de vol et hibernation
Il vole toute l'année dans les Canaries, en deux à trois générations en Afrique du Nord et en Espagne en fonction de la latitude.
Il hiverne à l'état de chenille. Les chenilles sont soignées par des fourmis des genres Lasius et Myrmica.

### Plantes hôtes
Ses plantes hôtes sont diverses Geraniaceae, Erodium, Helianthemum nummularium et Tuberaria guttata à Ténérife.

## Écologie et distribution
Il est présent en Afrique du Nord, dans les Canaries, les Baléares, en Espagne dans les monts Cantabriques et dans les Pyrénées.

### Biotope
Il habite les lieux secs fleuris.

### Protection
Le Collier-de-corail des Canaries est inscrit sur la liste rouge des insectes protégés.